# 광주공설운동장
광주공설운동장(廣州公設運動場, Gwangju Public Stadium)은 대한민국 경기도 광주시에 있는 스포츠 시설이다. 인조잔디 필드와 몬도 트랙이 갖춰진 다목적 경기장이 설치되어 있으며, 1987년 5월에 준공되었다.

## 참고 문헌
- “광주공설운동장”. 광주시청.
- 〈광주공설운동장〉. 《두피디아》. 두산.
- 《전국 공공체육 시설 현황 (2017년말 기준)》. 대한민국 문화체육관광부. 2019.
- 《2019년 전국 공공체육시설 현황 (2018년말 기준)》. 대한민국 문화체육관광부. 2020.
- 《2023 전국 공공체육시설 현황 (2022년 12월말 기준)》. 대한민국 문화체육관광부. 2024.